# Otaru
Otaru (jap. 小樽市 Otaru-shi) – miasto portowe w podprefekturze Shiribeshi, w Japonii, w zachodniej części wyspy Hokkaido, nad zatoką Ishikari (Morze Japońskie). Miasto ma powierzchnię 243,83 km². W 2020 r. mieszkało w nim 111 299 osób, w 52 615 gospodarstwach domowych  (w 2010 r. 131 928 osób, w 57 560 gospodarstwach domowych).

## Historia
W dalekiej przeszłości była to osada zamieszkiwana przez Ajnów. Nazwa „Otaru” jest pochodzenia ajnuskiego, prawdopodobnie oznaczająca „rzekę biegnącą przez piaszczystą plażę”.
W 1865 roku miejscowość ta została uznana przez siogunat za wioskę. Władze Meiji ustanowiły pierwszy urząd, który był odpowiedzialny za rozwój regionu. W 1880 roku uruchomiono pierwszą linię kolejową (stacja Otaru)  na Hokkaido, pomiędzy Otaru i Sapporo. Dekret imperialny z lipca 1899 roku ustanowił Otaru otwartym portem do handlu ze Stanami Zjednoczonymi i Wielką Brytanią. Spowodowało to, iż Otaru stało się ruchliwym portem, utrzymującym międzynarodowe kontakty handlowe. W szczytowym okresie, od końca XIX do połowy XX wieku, powstało tu wiele filii banków, które utworzyły „Wall Street Północy”.
Otaru otrzymało status miejski rangi -shi (市) w 1922 roku.
Od lat 50. XX wieku, gdy przemysł węglowy w mieście zaczął zanikać, status centrum gospodarczego przeniósł się z Otaru do Sapporo.

## Kanał Otaru
Kanał Otaru (Otaru Unga) jest symbolem miasta. Był główną częścią ruchliwego portu w pierwszej połowie XX wieku. Towary były rozładowywane z dużych statków na mniejsze, które transportowały towary do magazynów usytuowanych wzdłuż kanału.
Kanał stał się przestarzały, gdy nowoczesne urządzenia doków umożliwiły bezpośredni rozładunek większych statków. Jednakże dzięki zaangażowaniu mieszkańców część kanału została odrestaurowana w latach 80. XX wieku. Magazyny przekształcono w muzea, sklepy i restauracje.
Kanał jest miejscem spacerów zarówno w ciągu dnia, jak i wieczorami, gdy zapalane są staromodne lampy gazowe, tworzące romantyczną atmosferę.

## Przemysł rybny
Przemysł rybny śledzia odegrał ważną rolę w historii Otaru. Większość ryb była przetwarzana na nawóz, a nie do spożycia przez ludzi. Wiodące przedsiębiorstwa rybackie osiągały wysokie zyski do 1950 roku, kiedy zasoby śledzia gwałtownie spadły, a przemysł upadł.
W okresie rozkwitu połowów śledzia powstawały „dwory” śledziowe (nishin goten), budowane przez bogatych rybaków do przetwarzania ryb i jednocześnie miejsce zamieszkania dla siebie i pracowników. Jeden z nich, który powstał pod koniec XIX wieku zachował się do dziś i można go zwiedzać.

## Festiwal śnieżnych świateł
Kanał służy również jako główny ciąg miasta w czasie „Festiwalu Drogi Śnieżnego Światła” (jap. Otaru Yuki Akari no Michi; ang. Snow Light Path Festival), który odbywa się co roku w lutym. Miasto ozdabiają przez dziesięć dni światła i małe rzeźby ze śniegu, zazwyczaj w tym samym czasie, co pobliski Festiwal Śniegu w Sapporo. Dzięki temu turyści mogą zobaczyć oba festiwale podczas tej samej podróży.

## Miasta partnerskie
- Rosja: Nachodka, Chołmsk
- Nowa Zelandia: Dunedin

## Znani sportowcy z Otaru
Tutaj urodzili się skoczkowie narciarscy: Kazuya Yoshioka, Tokio Kubo i skoczkini Yoshiko Yoshiizumi.

## Galeria

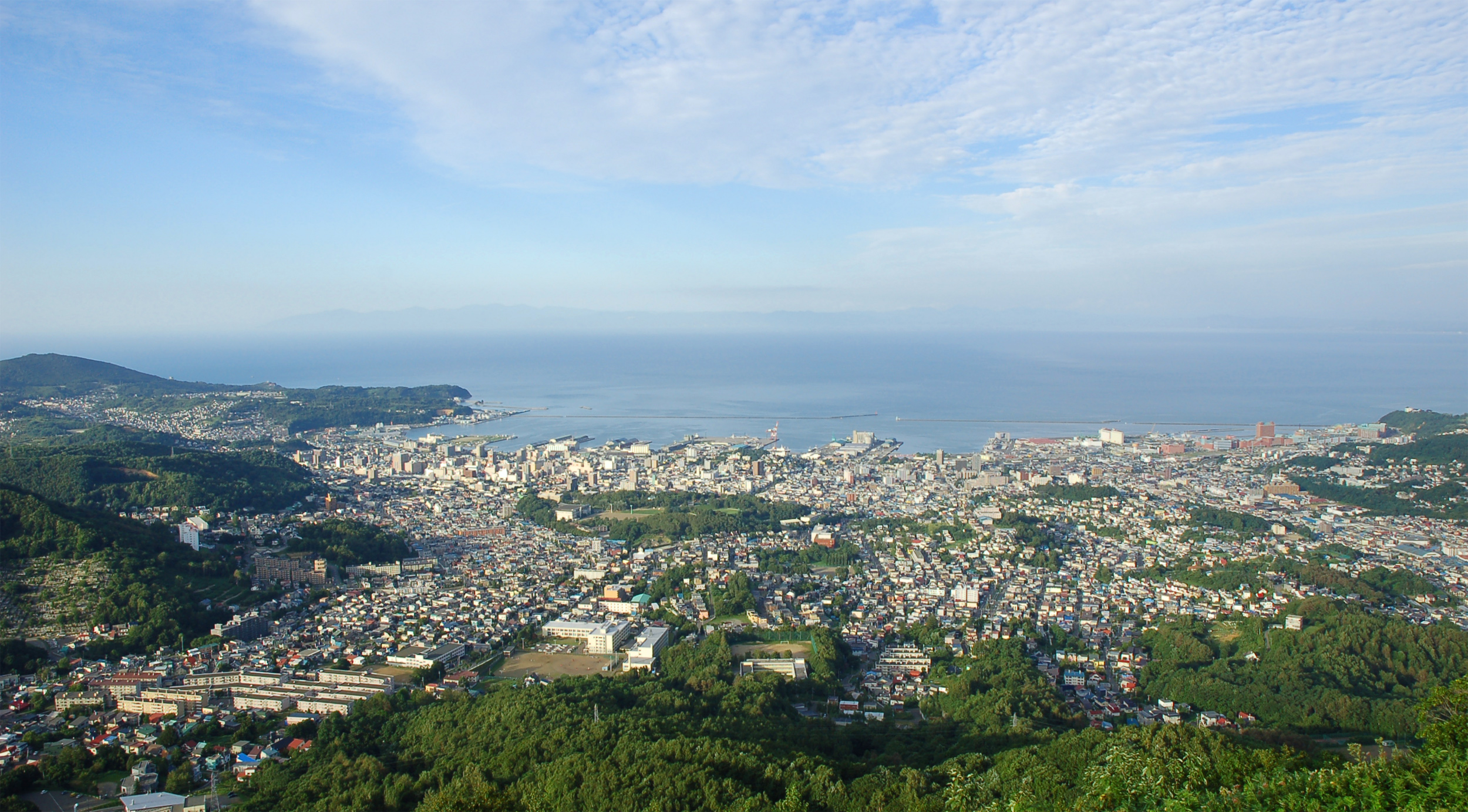
Panorama Otaru i zatoki Ishikari, widok z góry Tengu
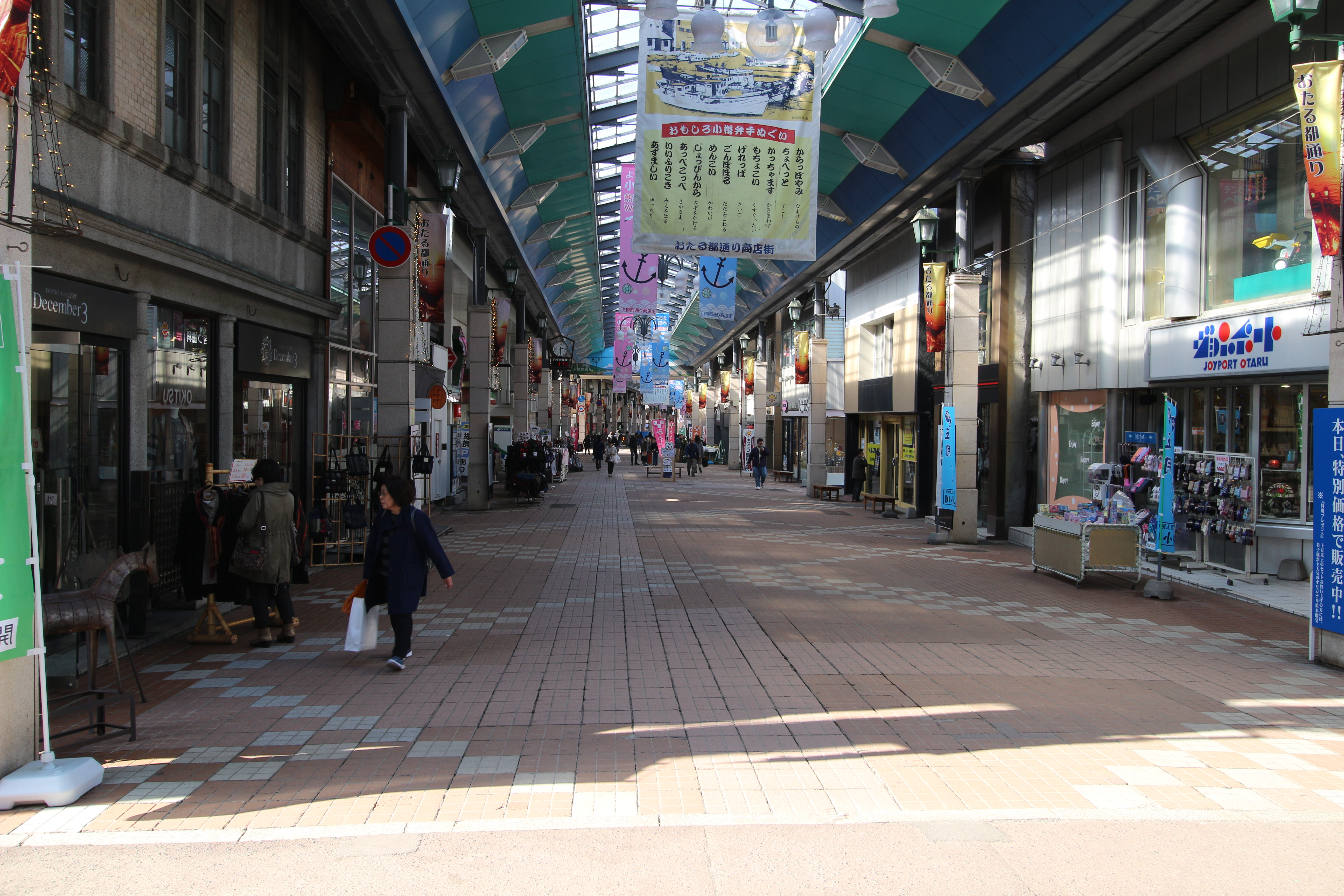
Uliczka handlowa
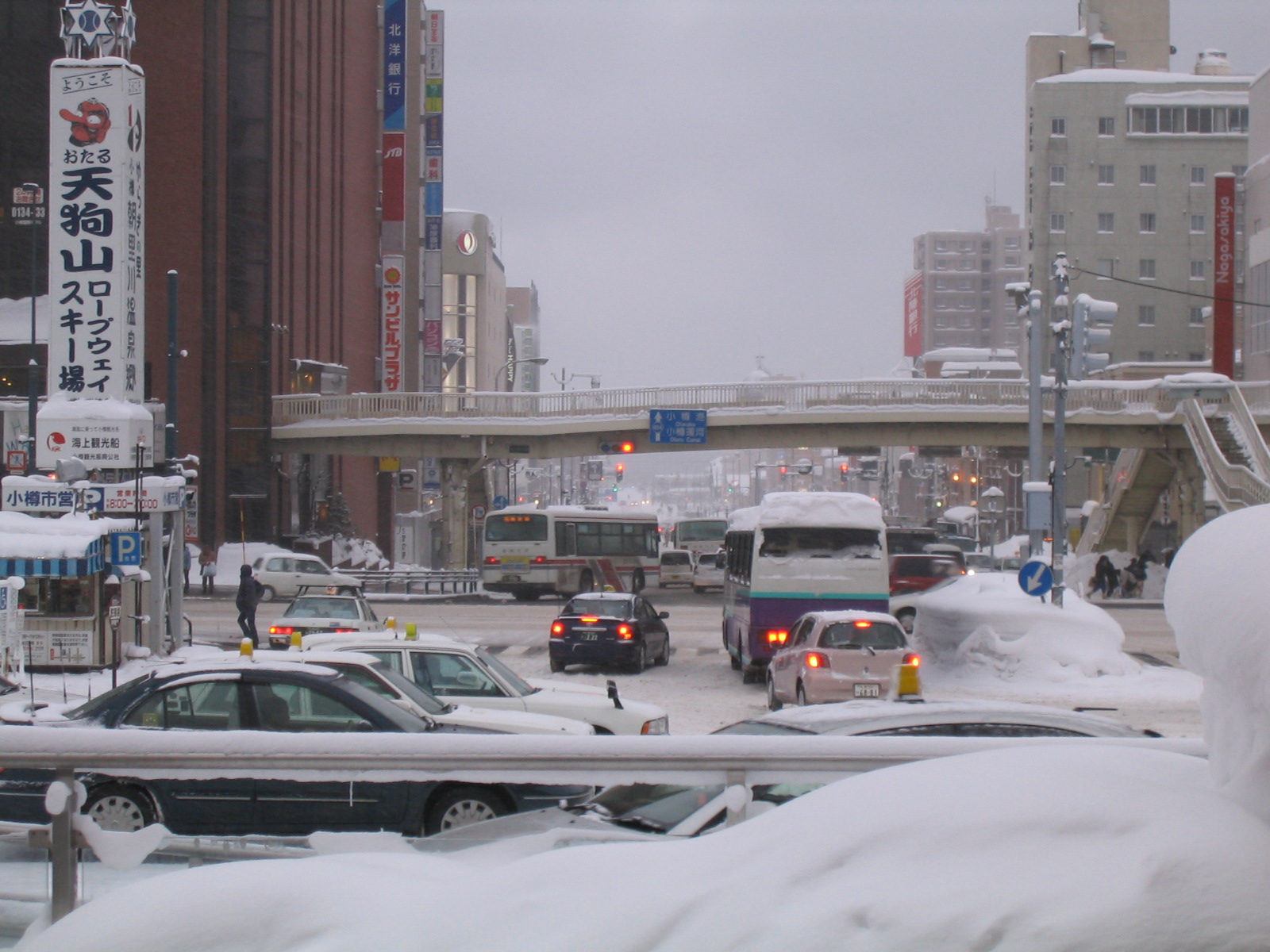
Otaru zimą
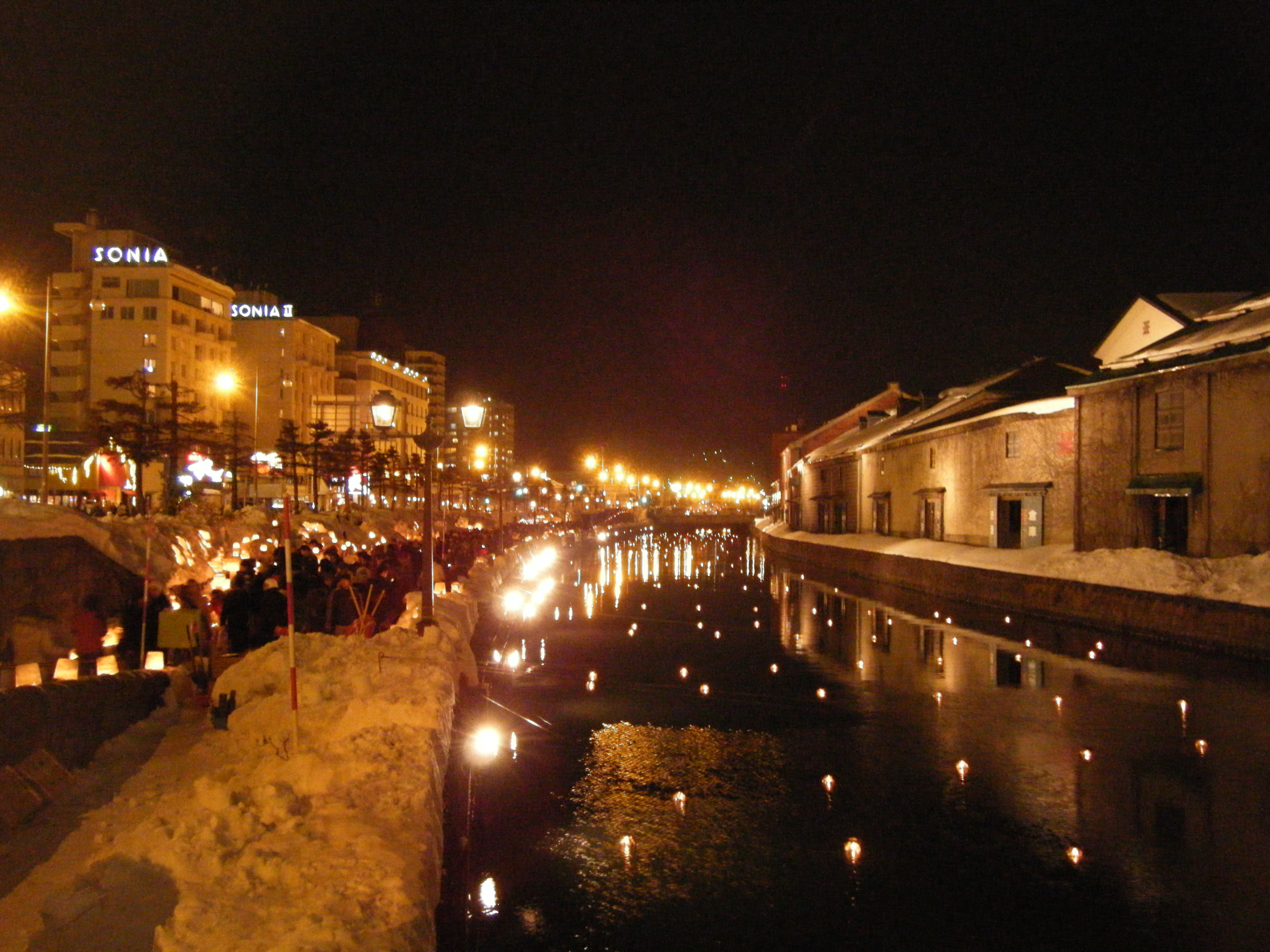
Kanał Otaru, festiwal śnieżnych świateł
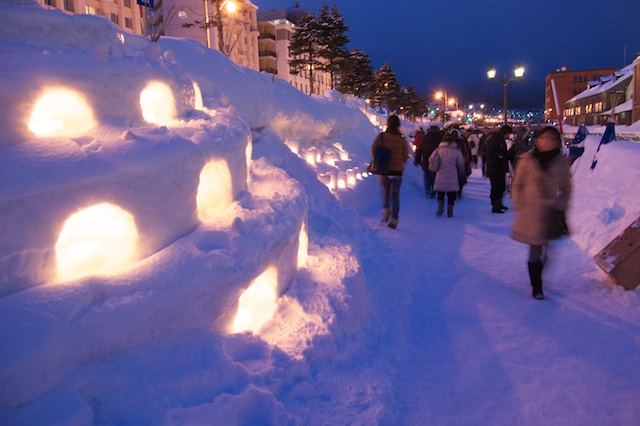
Światła wzdłuż kanału Otaru
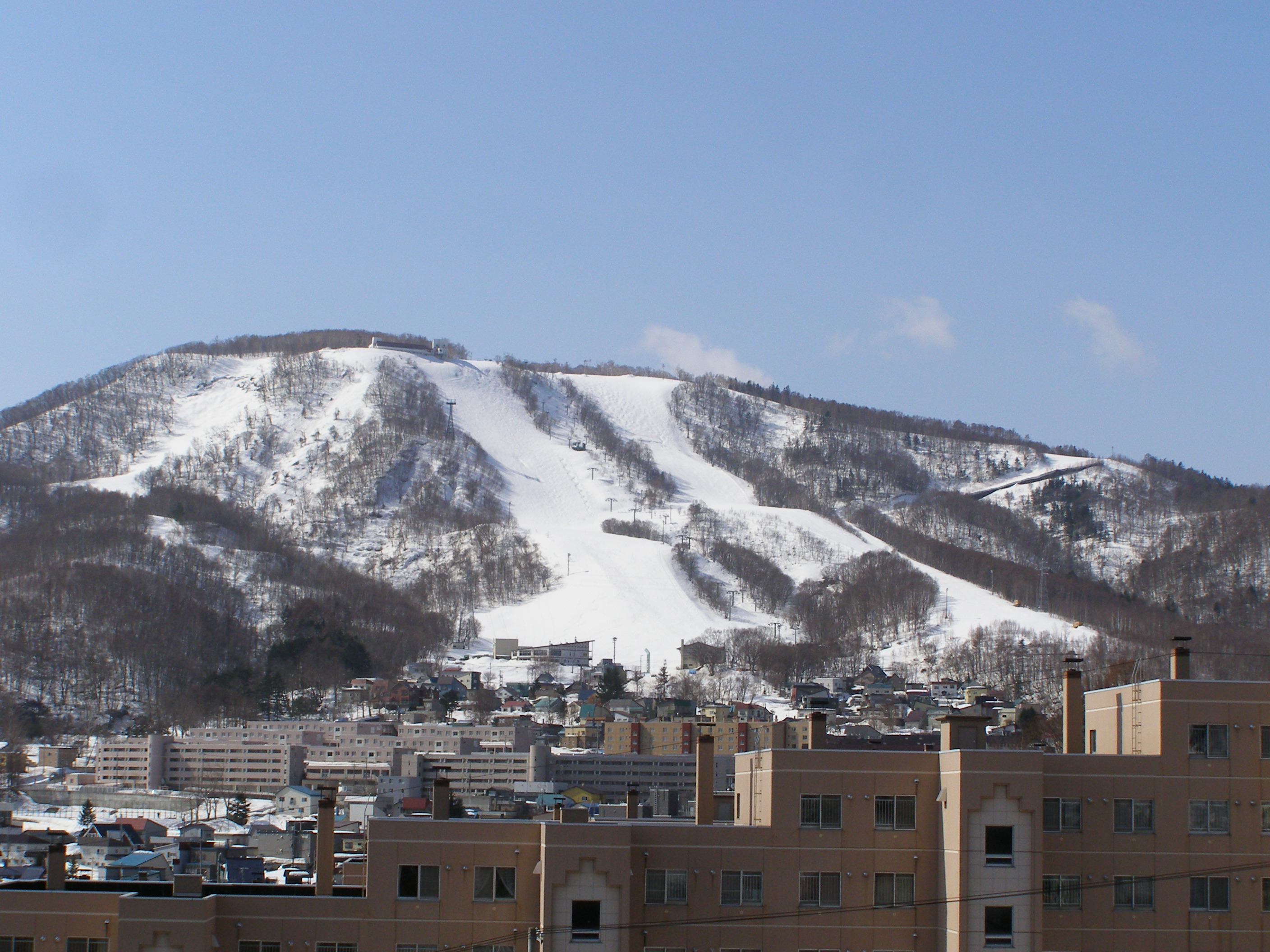
Góra Tengu wznosząca się nad miastem